# Río Negro, Francisco León
Río Negro är en ort i Mexiko.   Den ligger i kommunen Francisco León och delstaten Chiapas, i den sydöstra delen av landet, 700 km öster om huvudstaden Mexico City. Río Negro ligger 723 meter över havet och antalet invånare är 277.
Terrängen runt Río Negro är huvudsakligen kuperad, men österut är den bergig. Runt Río Negro är det ganska tätbefolkat, med 58 invånare per kvadratkilometer. Närmaste större samhälle är Copainalá, 17,4 km söder om Río Negro. I omgivningarna runt Río Negro växer huvudsakligen savannskog.